# 傑貝勒市鎮
41°30′N 25°18′E / 41.500°N 25.300°E

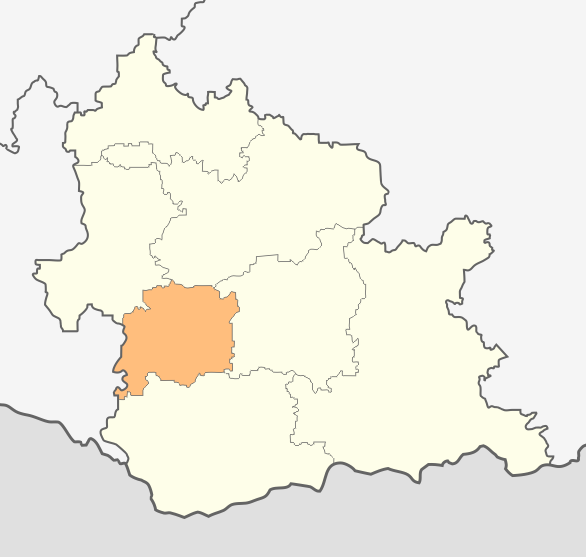

傑貝勒市，是保加利亞的城鎮，位於該國南部，由克爾賈利州負責管轄，首府設於傑貝勒，面積229.08平方公里，2011年人口8,713，人口密度每平方公里38.03人。